# Zotepina
Zotepina é um fármaco utilizado em medicamentos com função antipsicótica, em psicoses agudas e crônicas do tipo esquizofrênico. A estrutura química deste fármaco é relacionada com a clozapina e às fenotiazinas.

## Mecanismo de ação
O mecanismo de ação da zotepina, envolve substancialmente a inibição da junção da dopamina com seus receptores D1 e D2. O fármaco também atua no bloqueio de receptores de serotonina, histamina (H1) e a recaptação de noradrenalina.

## Reações adversas[1]
- Boca seca
- Aumento de peso
- Insônia
- Constipação
- Cefaleia
- Vertigem
- Astenia